# Söder Mälarstrand

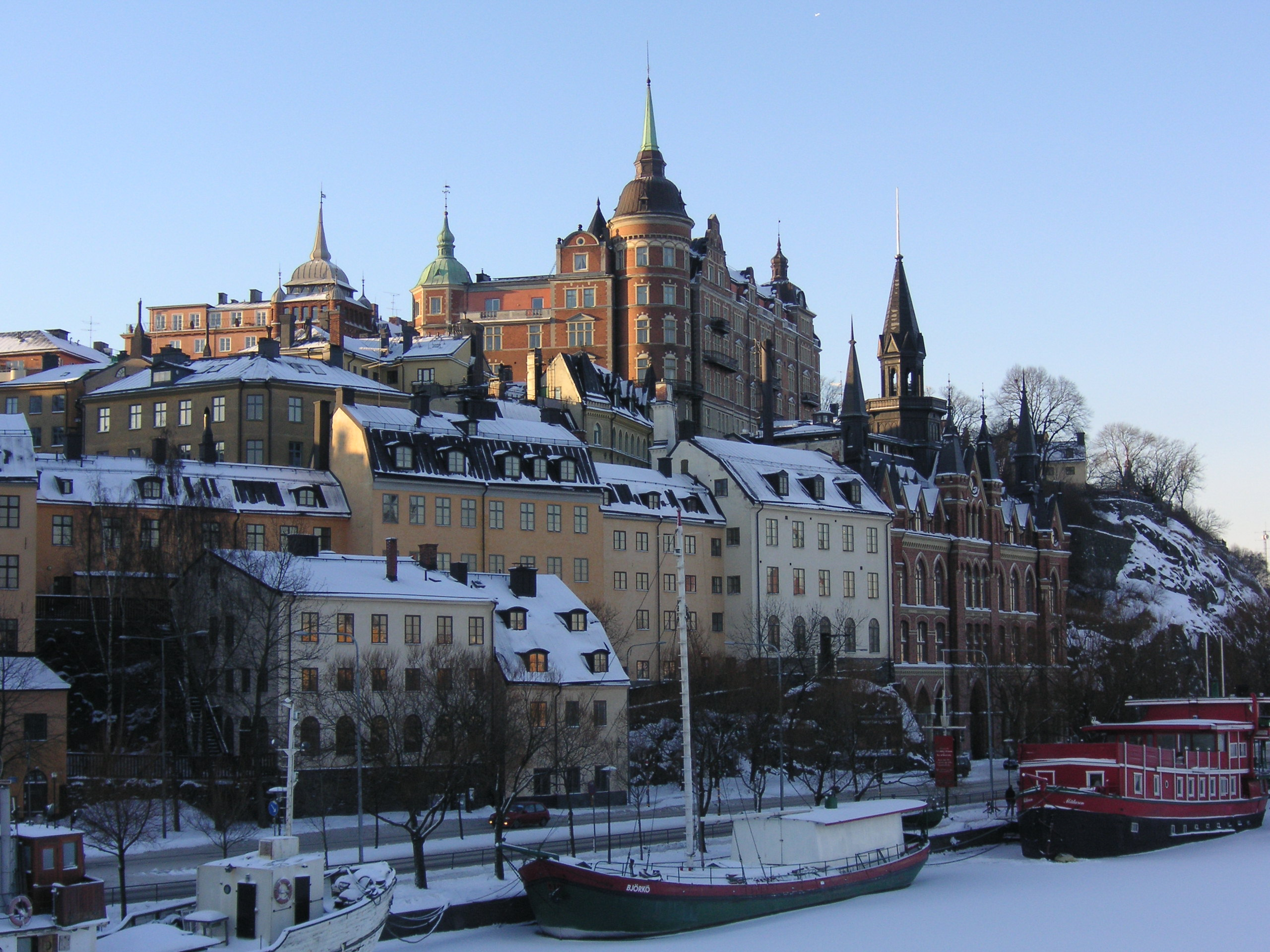
Söder Mälarstrands östlicher Teil

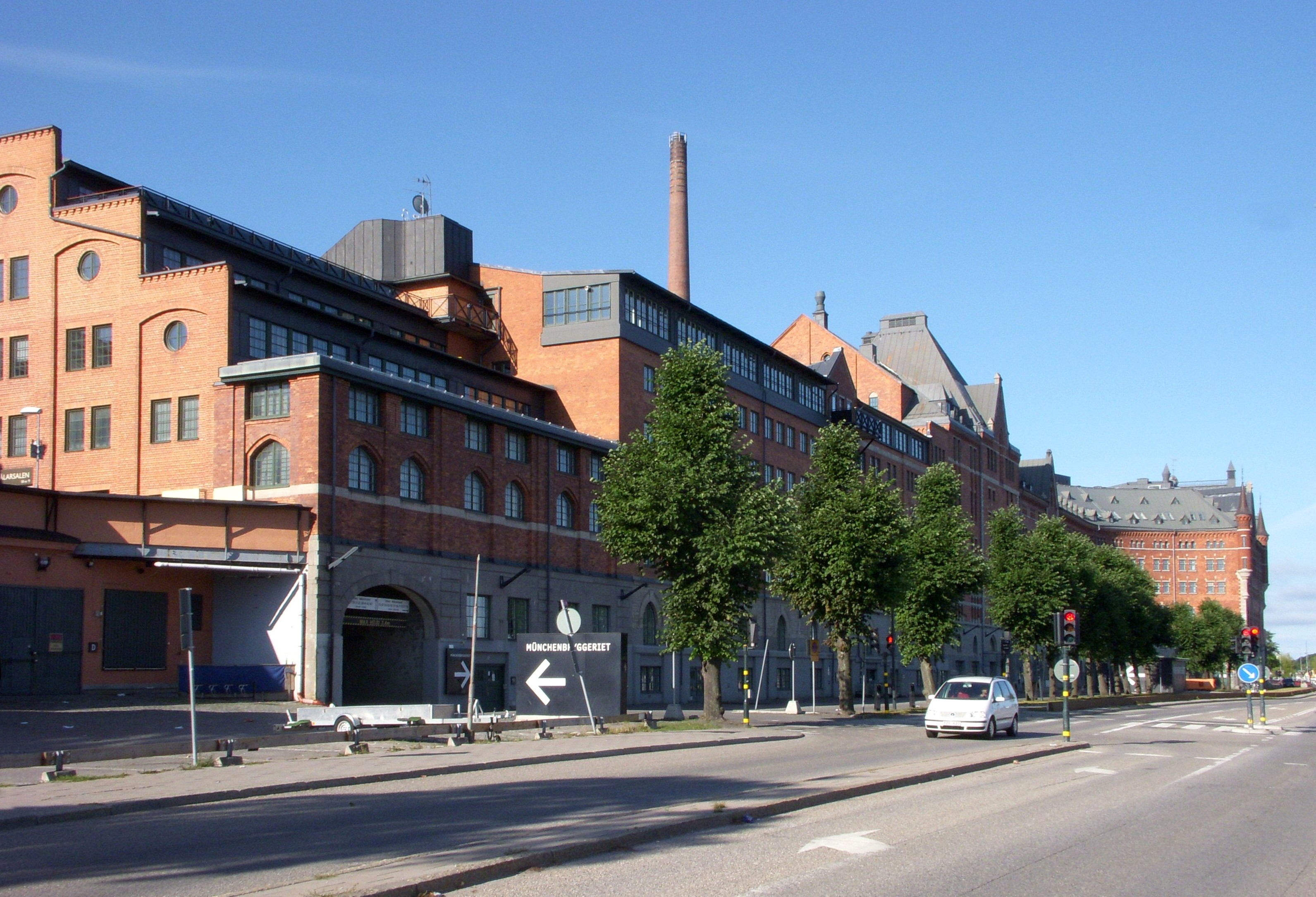
Münchenbryggeriet

Der Söder Mälarstrand ist ein Straßenzug auf Södermalm in Stockholm, er erstreckt sich entlang des südlichen Ufers des Riddarfjärden und ist das südliche Gegenstück zum Norr Mälarstrand. Im Osten endet der Söder Mälarstrand beim Verkehrsknotenpunkt Slussen und im Westen bei der Insel Långholmen.
Um 1880 gab es hier keine zusammenhängende Strandstraße, sondern nur eine ungleichmäßige Strandlinie mit Bootsstegen und vielen Kleinbetrieben. Zur Straßennamenrevision im Jahr 1885 bekam der Söder Mälarstrand seinen jetzigen Namen. So elegant wie der Norr Mälarstrand wurde der Söder Mälarstrand jedoch nie, denn hier siedelten sich Industriebetriebe an. Eines der größten war die Brauerei Münchenbryggeriet, die 1857 von der Großhandelsgesellschaft C.C. Brusell & Co  gebaut wurde. 1971 wurde die letzte Bierflasche abgefüllt und die 50.000 m² große Anlage umgebaut. Hier befindet sich heute u. a. ein Messe- und Konferenzzentrum.
Ein weiteres markantes Bauwerk ist der Maria-Aufzug (Mariahissen). Dieser Aufzug wurde, ähnlich dem nicht weit entfernten Katarina-Aufzug (Katarinahissen), im Jahr 1885 gebaut, um die Verbindung vom steilen, hohen Mariaberget zum Strand hin zu erleichtern. Von hier aus fuhren in den 1920er und 1930er Jahren die Dampfboote zum Riddarholmen im Pendelverkehr. Bis an die 3.000 Personen täglich wählten diese Route. Ende der 1930er Jahre wurde der Aufzugbetrieb stillgelegt. Nach Renovierungsarbeiten in der Mitte der 1970er Jahre befinden sich heute u. a. Architekturbüros, Werbeagenturen und diverse Kleinunternehmen im Gebäude. Der Aufzug ist jedoch nicht mehr in Betrieb.
Ein Stück parallel zum Södar Mälarstrand führt oberhalb der Straße der Fußweg Monteliusvägen.